# Isaac Albéniz
Isaac Albéniz (Camprodo, 29. svibnja 1860. – Cambo-les-Bains, 18. svibnja 1909.), španjolski pijanist i skladatelj.
Jedan je od utemeljitelja španjolskog nacionalnog glazbenog izraza. U virtuoznim klavirskim djelima daje niz lirskih slika svoje zemlje te se približava impresionizmu. 

## Djela
- "Španjolska rapsodija",
- "Iberia",
- opera "Pepita Jimenez",
- oratorij "El Cristo".